# Гуарара
Гуарара (порт. Guarará) — муниципалитет в Бразилии, входит в штат Минас-Жерайс. Составная часть мезорегиона Зона-да-Мата. Входит в экономико-статистический микрорегион Жуис-ди-Фора. Население составляет 4426 человек на 2006 год. Занимает площадь 88,589 км². Плотность населения — 50,0 чел./км².

## История
Город основан 5 декабря 1890 года.

## Статистика
- Валовой внутренний продукт на 2003 год составляет 14 490 629,00 реалов (данные: Бразильский институт географии и статистики).
- Валовой внутренний продукт на душу населения на 2003 год составляет 3364,44 реалов (данные: Бразильский институт географии и статистики).
- Индекс развития человеческого потенциала на 2000 год составляет 0,750 (данные: Программа развития ООН).